# Sapphire (Band)
Sapphire war eine englische New-Wave-of-British-Heavy-Metal- und Rock-Band aus London, die 1981 gegründet wurde und sich 1982 auflöste.

## Geschichte
Die Band wurde gegen Ende des Jahres 1981 von dem Sänger Steve Gett, der auch für das Magazin Kerrang tätig war, im Norden Londons gegründet. Als weitere Mitglieder waren der Gitarrist Rudi Riviere, der Bassist Chris Boland und der Schlagzeuger Fred Zeppelin in der Besetzung. Nach ein paar Monaten wurde ein erstes Demo aufgenommen, das die Songs Black Cat, Jealousy, I Love Rock and Roll und Don't Let Go enthält. Das Demo wurde in der Sparte Armed and Ready im Kerrang aufgeführt. Innerhalb von ein paar Wochen wurde eine Single aufgenommen und 1982 beim bandeigenen Label Sapphire Rocks Records unter dem Namen Jealousy mit Let It Burn als B-Seite veröffentlicht. Zu dieser Zeit hielt die Band Auftritte mit Gruppen wie Blackfoot und Alice Cooper ab. Die Single wurde ein paar Monate später in den Top 30 Kuts im Kerrang aufgeführt. Im Mai 1982 kam es zur Auflösung der Band. Gett zog später nach New York City, war dort für das Billboard-Magazin tätig und schrieb außerdem das Buch Heavy Duty über Judas Priest.

## Stil
Laut Malc Macmillan in The N.W.O.B.H.M. Encyclopedia ist auf der Single einprägsamer melodischer Rock und Metal zu hören, wobei klangliche Gemeinsamkeiten zu Stagefright und Baby Tuckoo hörbar seien.

## Diskografie
- 1981: Demo (Demo, Eigenveröffentlichung)
- 1982: Jealousy (Single, Sapphire Rocks Records)